# Julián Elfenbein
Julián Eduardo Elfenbein Kaufmann (née le 24 juillet 1972 à Santiago), est un journaliste et animateur de télévision chilien.

## Télévision

### Émission
| Année     | Titre                           | Rôle                                   | Chaîne      |
| --------- | ------------------------------- | -------------------------------------- | ----------- |
| 1999      | Extra jóvenes                   | Reporter                               | Chilevision |
| 2002      | Pase lo que pase                | Animateur                              | TVN         |
| 2002      | Noche de Juegos                 | Humoriste                              | TVN         |
| 2002      | La gran sorpresa                | Coanimateur                            | TVN         |
| 2003      | Tocando las estrellas           | Animateur                              | TVN         |
| 2006      | Acoso textual                   | Animateur                              | Canal 13    |
| 2006-2008 | Primer Plano                    | Animateur                              | Chilevision |
| 2007      | Allá tú                         | Animateur                              | Chilevision |
| 2007-2010 | Gente como tú                   | Animateur                              | Chilevision |
| 2008      | El diario de Eva                | Animateur replacement                  | Chilevision |
| 2008      | El poder del 10                 | Animateur                              | Chilevision |
| 2009-2010 | Fiebre de baile                 | Animateur                              | Chilevision |
| 2010      | Talento chileno                 | Animateur                              | Chilevision |
| 2011-2012 | Factor X Chili                  | Animateur                              | TVN         |
| 2011      | Dime por qué?                   | Animateur                              | TVN         |
| 2011-2012 | Un minuto para ganar            | Animateur                              | TVN         |
| 2011-2015 | Buenos días a todos             | Animateur                              | TVN         |
| 2011      | El experimento                  | Animateur                              | TVN         |
| 2012      | 5e Festival Verano Iquique      | Présentateur (avec Karen Doggenweiler) | TVN         |
| 2013      | 3e Festival d'Antofagasta       | Présentateur (avec Karen Doggenweiler) | TVN         |
| 2013      | Frente al espejo                | Animateur                              | TVN         |
| 2013      | La familia más loca de Chile    | Animateur                              | TVN         |
| 2014      | XLV Festival del Huaso de Olmué | Présentateur                           | TVN         |
| 2014      | 4e Festival d'Antofagasta       | Présentateur                           | TVN         |
| 2015      | Teletón 2015                    | Animateur                              | ANATEL      |
| 2018      | Pasapalabra                     | Animateur                              | Chilevisión |